# William Clark (futebolista)
William Clark foi um futebolista e treinador de futebol escocês.ele foi treinador do Leicester City,em 1896.